# Exocentrus pellitus
Exocentrus pellitus är en skalbaggsart som beskrevs av Holzschuh 1986. Exocentrus pellitus ingår i släktet Exocentrus och familjen långhorningar.
Artens utbredningsområde är Sri Lanka. Inga underarter finns listade i Catalogue of Life.